# Kongresshaus (Biel)

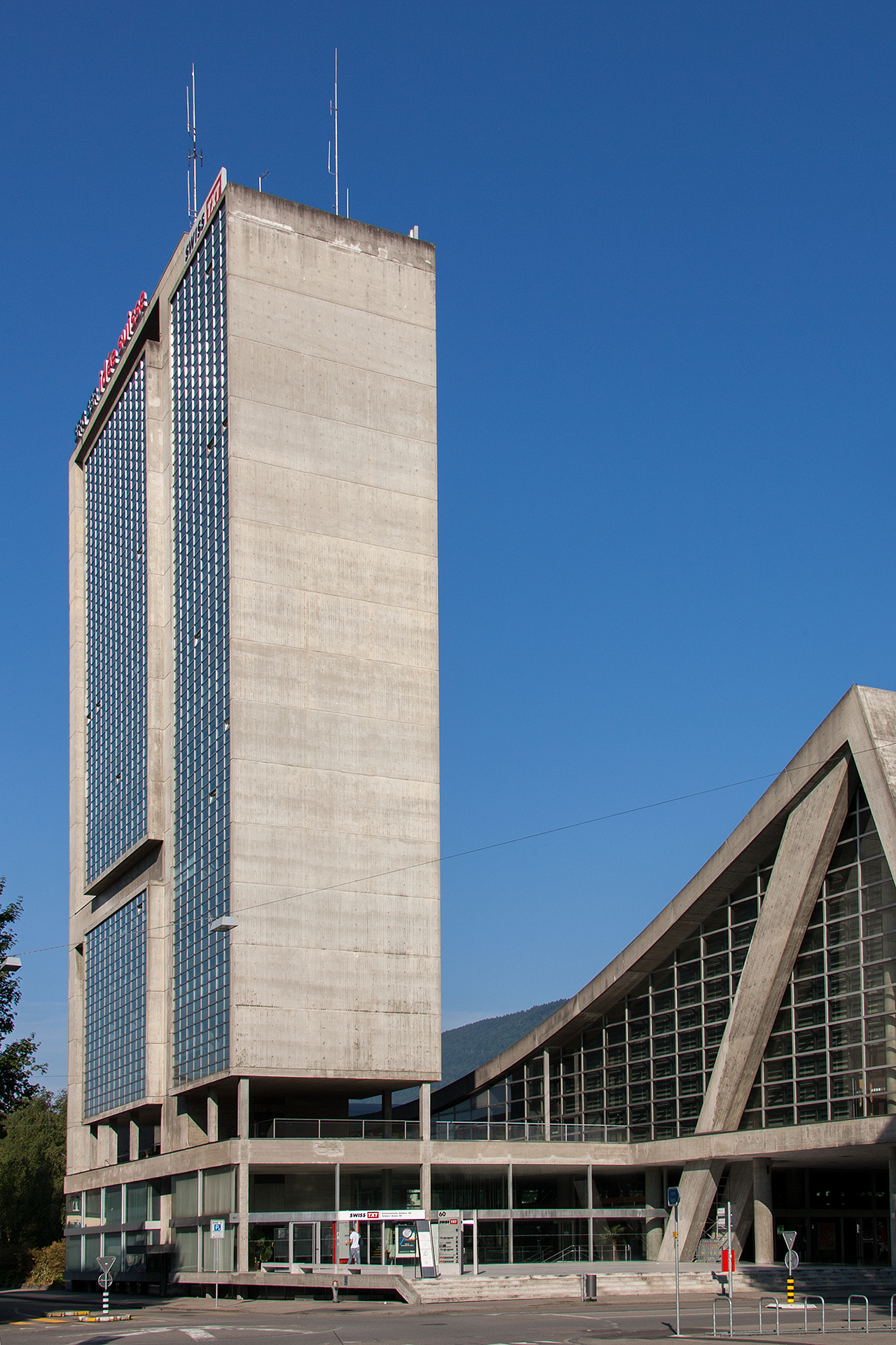
Kongresshaus Biel (2005)

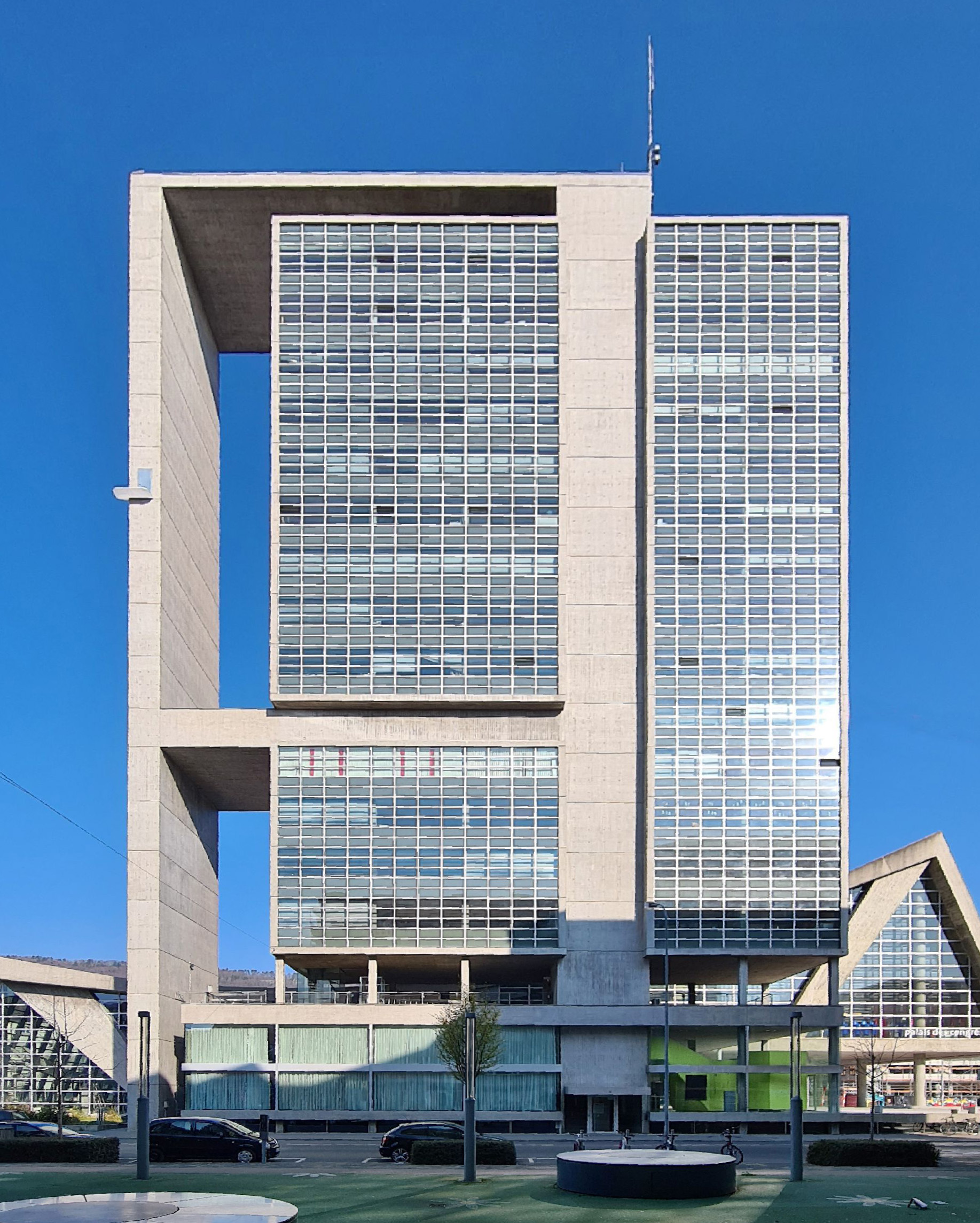
Kongresshaus, Verwaltungshochhaus (2022)

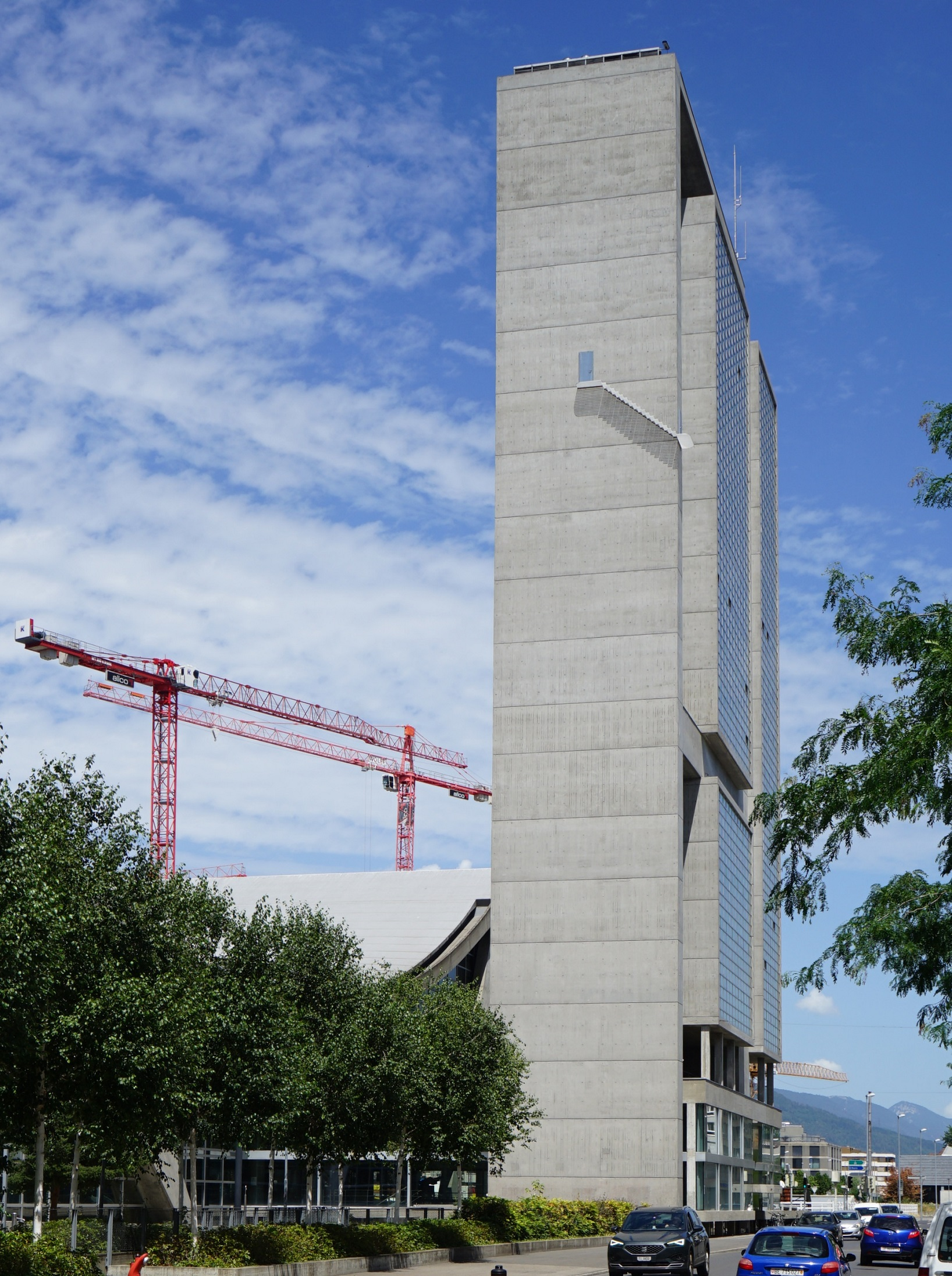
Verwaltungshochhaus, Seitenansicht mit Beautiful Steps #2 (2022)

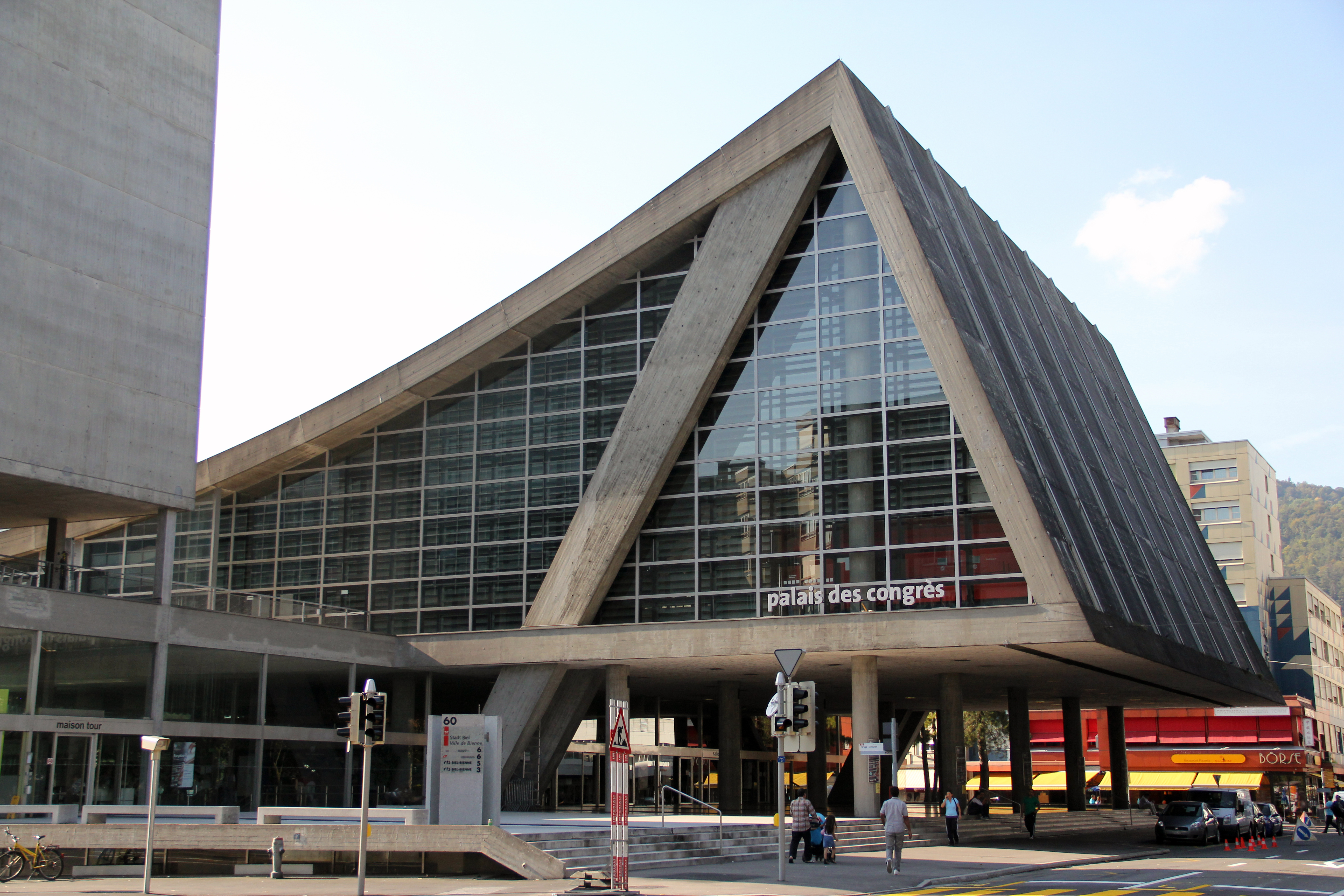
Kongresshaus, Halle (2011)

Das Kongresshaus in Biel wurde von 1961 bis 1966 nach dem Entwurf des Architekten Max Schlup errichtet. Der Baustil gehört zu den Anfängen des Brutalismus der 1960er-Jahre. Das Beton-Hängedach war bei der Errichtung eine der weitest gespannten Hängedachkonstruktionen Europas. Saniert wurde das Gebäude von 1998 bis 2002 unter der Leitung des Architekten Rolf Mühlethaler aus Bern.

## Lage
Im Zentrum der Bieler Neustadt, umschlossen von der Zentralstrasse, der Güterstrasse, der Murtenstrasse und der Silbergasse, befindet sich das Kongresshaus mit dem Hallenbad im Südwesten und dem Verwaltungshochhaus an der Silbergasse. Im Norden und Westen liegen die Blockrandbebauungen des Bahnhofsviertels. Der Haupteingang liegt im Südosten des Grundstücks. Eine Freitreppe erschliesst die erhöht angeordneten Eingangsportale. Der Baukörper des Hauses darüber ist aufgeständert. Im Osten liegt die «Place de l’Esplanade», ein Platz mit Unterkellerung für die Tiefgarage.

## Geschichte
Bereits in den 1930er Jahren entwickelte die Stadt Biel erste Konzepte zur Bebauung des Areals. Als dann die Eidgenössische Sport- und Turnschule in Magglingen gebaut wurde, handelte man die Errichtung eines Hallenbades in Biel aus. Aber erst im Jahr 1954 führte die Bauverwaltung einen öffentlichen Projektwettbewerb durch. Da die Tonhalle in der Rüschlistrasse 1958 abgebrochen werden sollte, bestand auch hier Baubedarf. Der Theaterverein Biel pochte 1956 auf die Errichtung eines Konzertsaales mit 1600 Plätzen sowie eines weiteren Versammlungsraumes für 1200 Personen. Die Ausschreibung des folgenden Architekturwettbewerbes forderte die Unterbringung dieser Funktionen gemeinsam mit Verwaltungsnutzungen. Den Wettbewerb gewann der Architekt Max Schlup, der weiter planen durfte. Die Bieler Stimmberechtigten stimmten dem Projekt im Juli 1959 zu und im Frühjahr 1960 war Baubeginn. Das Hochhaus, das auch einen für die Regeneration des Wassers im Hallenbad notwendigen, hoch gelegenen Wasserspeicher enthielt, wurde 1965 eröffnet. Das Hallenbad wurde 1966 fertiggestellt. Das dynamische, geschwungene Hängedach gehörte bei seiner Erbauung zu den grössten Konstruktionen dieser Art in Europa.
Die Kostensteigerungen des Projektes waren gewaltig. Die damals sehr hohe Inflation sowie nachträgliche Projektänderungen führten zu einer Kostenverdopplung gegenüber der ursprünglichen Kalkulation. Dennoch wurde das moderne Bauwerk mit dem geschwungenen Dach und dem 17-stöckigen Hochhaus zu einem Symbol der Stadt und des Wachstumsglaubens der 1950er und 1960er Jahre, wobei für Biel mit Einwohnerzahlen zwischen 85'000 und 100'000 Personen im Jahr 2000 gerechnet wurde (zum Vergleich: 48'655 Einwohner wurden im Jahr 2000 tatsächlich erreicht). Der Saal des fertiggestellten Gebäudes fasst bei Konzertbestuhlung 1300 Personen, den Vereinssaal können bis zu 300 Personen nutzen. Das Foyer dient auch als Ausstellungshalle.
Nach dreissig Jahren kündigte sich der erste grosse Sanierungsbedarf an. Das Konzept wurde in einer Volksabstimmung 1996 abgelehnt. Vier Jahre später wurde ein angepasstes Konzept angenommen. Die Haustechnik und das Gebäude wurden in den Jahren 2000 bis 2002 und unter Erhalt der ursprünglichen Architektur teilweise modernisiert. Der Architekt Rolf Mühlethaler führte diese Instandsetzung durch. Seit 2003 steht der Baukomplex rechtswirksam unter Denkmalschutz, geschützt durch Vertrag vom 2. September 2001.
Die Stadt Biel erhielt 2004 den Wakkerpreis vom Schweizer Heimatschutz.

## Beschreibung
Unter der geschwungenen Hängekonstruktion aus Sichtbeton (Stahlkabel und Fertigelemente) wurden die Kongressräume und das Hallenbad zusammengefasst und durch eine transparente Glaswand getrennt. Die Stirnseite zum Platz «Esplanade» verläuft im schrägen Winkel und ist geschlossen ausgebildet. Unter dem aufgeständerten Beton-Baukörper liegen überdeckte Freiflächen und verbinden sich mit dem Platz. Die Seiten der Welle und die Stirnseite des Hallenbades sind verglast. Insgesamt wirkt das Gebilde trotz des Betontragwerks dynamisch und leicht.
Die Erschliessung für das schlanke Hochhaus liegt im Osten in einem Betonkern, der einen zweiteiligen Rahmen bildet. Die beiden in diesem Bügel hängenden Büroquader mit den kleinteilig gerasterten Glasfassaden werden durch einen weiteren Quader im Osten ergänzt. Die Komposition wirkt insgesamt sehr plastisch. Unter dem Hochhaus bis zur nördlich gelegenen Güterstrasse zieht sich ein zweigeschossiger Verbindungsbau mit grossflächigen Scheiben.
Als Materialien für den Innenausbau wurden Sichtbeton, Glas, Aluminium, Terrazzo und Holz verwendet.

## Kunstwerk

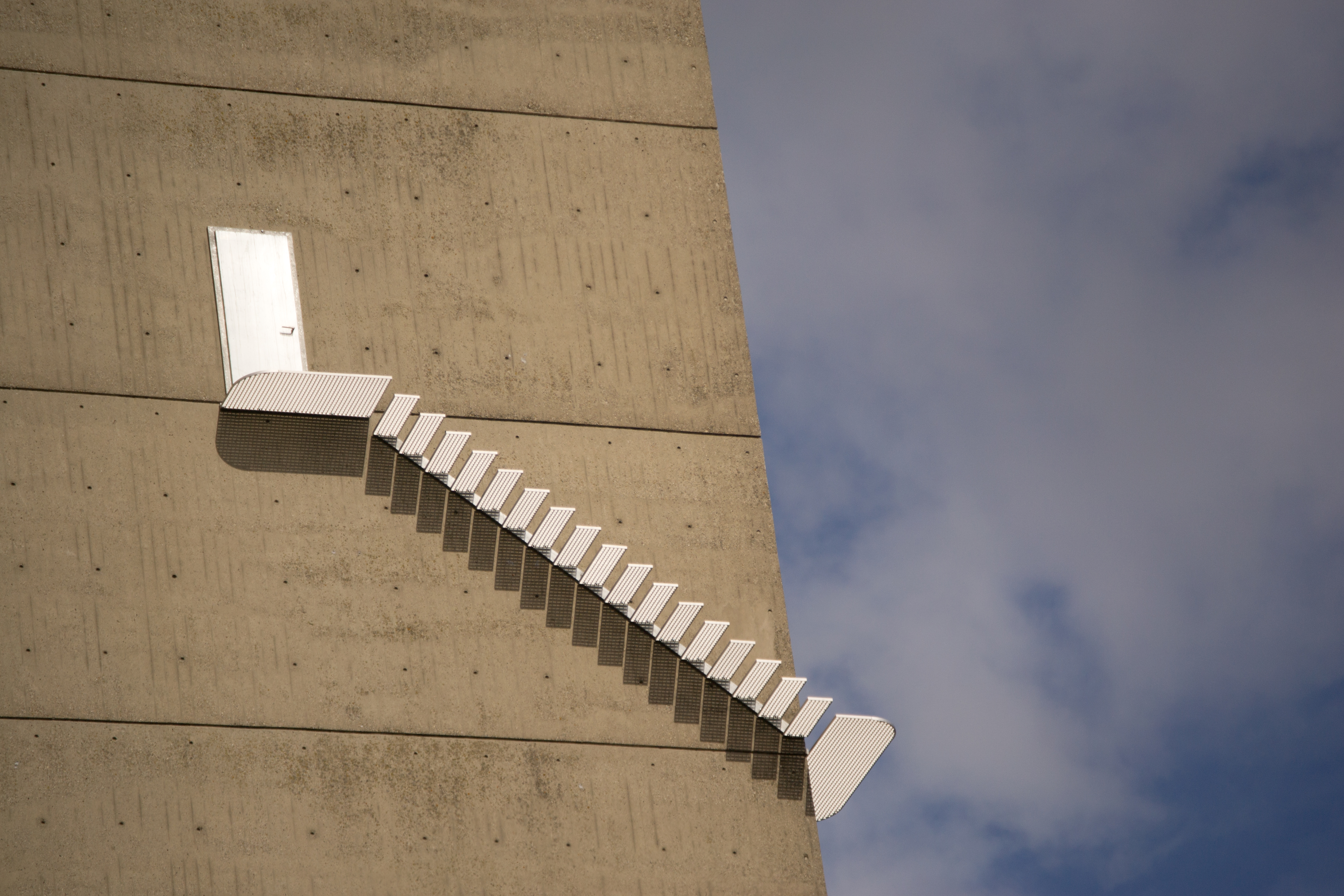
Beautiful Steps #2 (2009)

Anlässlich der 11. Schweizerischen Plastikausstellung «Utopics» 2009 in Biel wurde von Lang/Baumann das Kunstwerk Beautiful Steps #2 an der Fassade des Kongresshauses installiert. Das Kunstwerk reagiert auf die Architektur, die die Wahrnehmung täuscht. Das Bürohochhaus erscheint auf Grund der feinen Fassadenteilung, bei der hinter den kleinformatigen Fenstern die Geschosse nicht ablesbar sind, höher als in Wirklichkeit. Das Gebäude verfügt ausserdem über die Betonstruktur, die eine Hälfte des Gebäudevolumens wie ein überdimensionaler Rahmen teilt. Auf der anderen Seite besteht eine Lücke zwischen dem Betonrahmen und dem Gebäude, und es wird zusätzliches Volumen suggeriert. An diesem zweiten «Pfeiler» wurde auf fast drei Viertel der Höhe eine Treppe installiert, die von einer Scheintür zu einer anderen führt. Um der optischen Täuschung des Gebäudes gerecht zu werden, stimmt auch der Massstab der Türen und der Treppe nicht. Sie wurden in einem etwas kleineren Massstab als eine normale Tür und Treppe gebaut. Die Aluminium-Skulptur von Lang/Baumann spielt mit einer imaginären Funktionalität.

## Auszeichnungen
- 2003: ATU-PRIX des Kantons Bern[5]